# Unfallkrankenhaus Salzburg

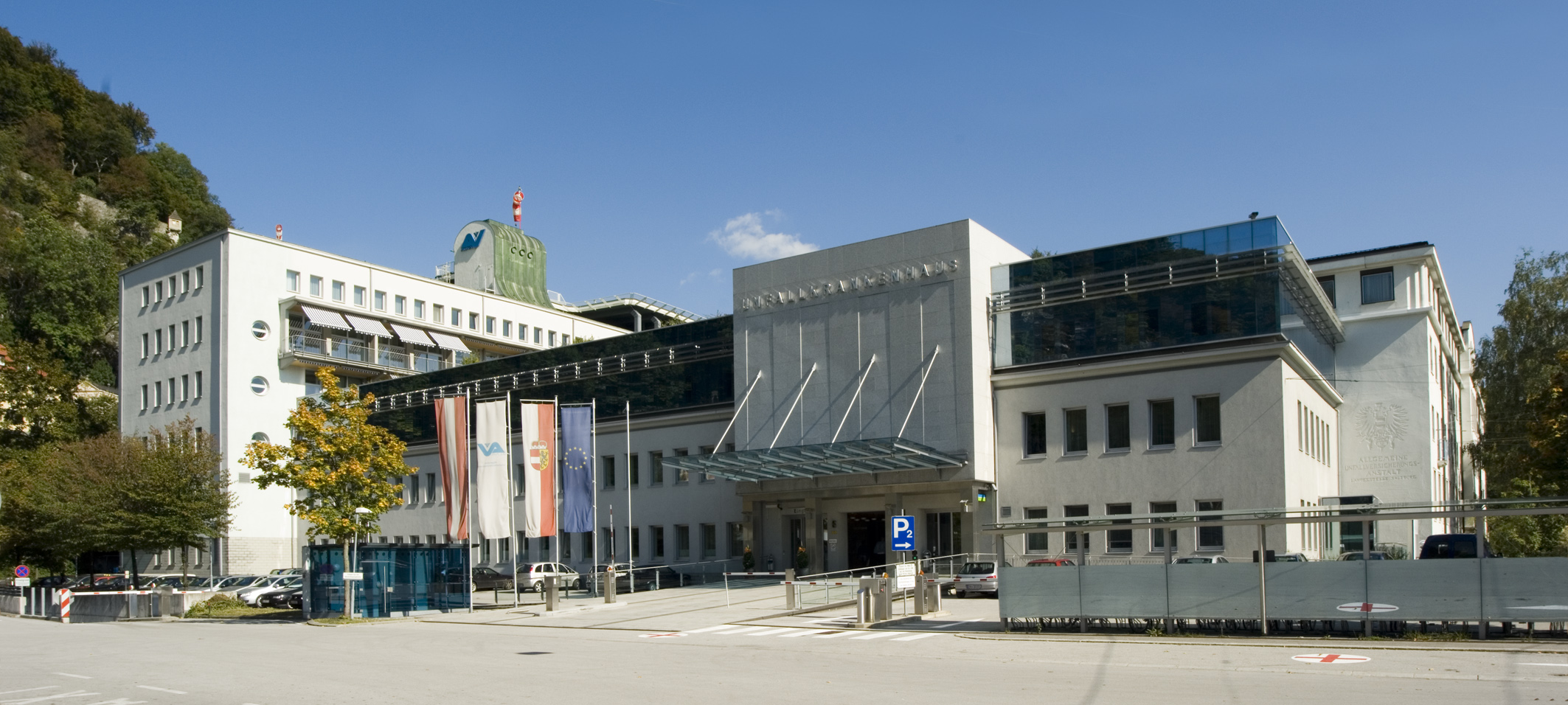
Unfallkrankenhaus Salzburg

Das AUVA-Unfallkrankenhaus Salzburg (kurz: UKH Salzburg) ist in der Landeshauptstadt Salzburg beheimatet. Trägerorganisation ist die Allgemeine Unfallversicherungsanstalt (AUVA).

## Lage
Das Krankenhaus liegt auf der Neustadtseite, im Stadtteil Äußerer Stein, an der Nonntaler Brücke (Karolinenbrücke) und am Ende der Steingasse am Fuß des Kapuzinerberges.
Als spezielles Krankenhaus der Notfallmedizin und Unfallchirurgie umfasst sein Einzugsbereich den gesamten Flachgau, den Tennengau und die angrenzenden Gebiete Oberösterreichs und Bayerns. Auch aus dem übrigen Land Salzburg werden Fälle, die die Bezirkskrankenhäuser Bischofshofen und Zell am See überlasten, im Besonderen Sportverletzungen in der Wintersaison, nach Salzburg gebracht. Das Landeskrankenhaus Salzburg verfügt dadurch über eine verhältnismäßig kleine Notfallabteilung.

## Behandlungsspektrum
Das Behandlungsspektrum reicht von der operativen und konservativen Behandlung von Knochen-, Gelenks- und Weichteilverletzungen über arthroskopische Techniken in der chirurgischen Versorgung von Gelenksverletzungen und der Versorgung von Schädel-, Wirbelsäulen-, Thorax-, Abdominal- und Beckenverletzungen nach Maßgabe auch interdisziplinär unter Beziehung der entsprechenden Konsiliarfächer, insbesondere bei polytraumatisierten Patienten. Außerdem beschäftigt sich das UKH mit Replantationen und plastisch rekonstruktiven Eingriffen unter Verwendung mikrochirurgischer Techniken sowie der prothetischen Versorgung von Gelenken.
Im Jahr 2013 behandelte das Krankenhaus 39.952 ambulante Fälle und 5.621 stationäre Fälle. Im selben Jahr fanden 4.442 Operationen und 4.748 Wundversorgungen statt. Es wurden 13.696 neue Gipse angelegt und an 15.142 Patienten mit bestehenden Gipsen weiterbehandelt.

## Geschichte
Im Jahr 1950 wurde mit dem Bau des Unfallkrankenhauses der Allgemeinen Versicherungsanstalt begonnen und am 23. November 1953 das Unfallkrankenhaus in Salzburg eröffnet. Strittig ist, ob das Gebäude als „Bereicherung“ oder als „Architektursünde“ der Wiederaufbauzeit nach dem Zweiten Weltkrieg gewertet werden soll.
In den 1970er und 1990er Jahren wurden regelmäßige Anpassungen des Hauses an neue medizinische Standards vorgenommen. Im Jahr 1977 folgte die Einführung der Replantationschirurgie als neue Behandlungsmethode. Ein ständiger Replantationsdienst wurde aufgenommen.
Ein Jahr später folgte die Errichtung einer Ergotherapie.
Von 1983 bis 1986 wurde gemeinsam mit der AUVA der Pilotversuch der Hubschrauberrettung in Österreich gestartet (ohne ICAO-Code).